# Cymothoa ichtiola
Cymothoa ichtiola là một loài chân đều trong họ Cymothoidae. Loài này được Brünnich miêu tả khoa học năm 1764.